# Phloeococcus loriceus
Phloeococcus loriceus är en insektsart som beskrevs av James Mather Hoy 1962. Phloeococcus loriceus ingår i släktet Phloeococcus och familjen filtsköldlöss. Inga underarter finns listade i Catalogue of Life.